# Pingstförsamlingen i Habo
Pingstförsamlingen i Habo, fram till 1996 Filadelfiaförsamlingen i Habo, är en pingstförsamling i Habo i Sverige. Den bildades 1931, och Habo pingstkyrkan invigdes 1969 och byggdes ut 1995. Man använde sig tidigare även av andra kapell i trakten. Vid starten 1931 hade man 31 medlemmar, vid årsskiftet 2010/2011 hade man 309 medlemmar.
Församlingen praktiserar det babtistiska troendedopetdopet som bygger på att man själv väljer om man vill döpa sig. Men var en av de första svenska pingstförsamlingar att ta emot medlemmar som är barndopta, alltså som inte behöver var troendedöpta.

### Fotnoter
1. ↑  ”Historia”. Pingstförsamlingen i Habo. Arkiverad från originalet den 19 augusti 2014. https://web.archive.org/web/20140819085857/http://www.pingstkyrkanhabo.se/joomla/index.php?option=com_content&view=article&id=85&Itemid=67. Läst 26 juli 2012.
2. ↑  ”I Habo Pingstkyrka får barndöpta redan bli medlemmar”. Dagen. 30 oktober 2013. http://www.dagen.se/i-habo-pingstkyrka-f%C3%A5r-barnd%C3%B6pta-redan-bli-medlemmar-1.103872. Läst 25 januari 2015.